# La Maternelle (film, 1949)
Pour les articles homonymes, voir La Maternelle.
Pour plus de détails, voir Fiche technique et Distribution.
La Maternelle est un film réalisé par Henri Diamant-Berger, sorti en 1949, d'après le roman éponyme de Léon Frapié (prix Goncourt 1904).

## Synopsis
Madeleine dirige à Ménilmontant une école maternelle, à laquelle le docteur Libois est attaché et dont Rose est la femme de service. Le docteur Libois constate le dévouement et l'intelligence de Rose vis-à-vis des élèves, il s'éprend d'elle et s'éloigne peu à peu de Madeleine. Rose, qui vient d’une famille cossue, finit par devenir l’épouse du médecin…

## Fiche technique
- Titre : La Maternelle
- Réalisation : Henri Diamant-Berger
- Assistants réalisateur : Maurice Hilero et Jean Valère
- Adaptation : Marcelle Capron et Alexis Danan
- Dialogues : André Tabet
- Découpage : Maria Mannings
- Musique : Jean Lenoir
- Photographie : Charlie Bauer
- Maquettes : Paul Colin
- Décors : Briaucourt
- Montage : Borys Lewin
- Sociétés de production : SPIC, Fidès, Cité-Films
- Production : Ernest Rupp, Jacques Bar, Henri Diamant-Berger
- Format :  Noir et blanc  - Son mono
- Pays :  France
- Genre : Film romantique
- Durée : 105 minutes
- Date de sortie : France - 20 mai 1949

## Distribution
- Blanchette Brunoy : Rose, la nouvelle femme de service
- Marie Déa : Madeleine, directrice de la maternelle
- Yves Vincent : Dr Libois, le médecin scolaire
- Pierre Larquey : Paulin, le vieux concierge de la maternelle
- Louise Fouquet : Mme Cœuret, petite amie de Paulo et mère de Marie
- Marcel Mouloudji : Paulo
- Denise Kerny : Mlle Bord, une institutrice
- Élisabeth Hardy : Mlle Petit, l'assistante sociale
- Nora Costes
- Suzanne Guémard : la mère de Riri
- Marcelle Servière : Mme Baudouin
- Charlotte Ecard : Mme Fouillet
- Jacqueline Carlier : la mère de Dédé
- Charles Montel : le père Loriot, aveugle
- Paul Villé : le commissaire
- Jean Geoffroy : l'inspecteur qui traque Paulo
- Marcel Melrac : Fernand, l'indicateur
- Maurice Flandre : directeur de l'A.P.
- René Lacourt : le père adoptif
- Annette Poivre : Lucienne, institutrice et amie de Madeleine

Les enfants
- Kathlin Mannings : Marie Cœuret
- Nicole Gosselin : Riri
- Viviane Marsot : Thérèsa
- Marie-France : Marie-France
- Liliane Lézé : Liliane
- Jacques Gencel : Jaky, le 'Caid'
- Serge Drai : Serge
- Guy Lenoir : Prosper
- Christian Fourcade : Dédé
- Jacques Secq : Léon

Acteurs non crédités
- Fanny Robiane : une surveillante de l'AP au départ du bus
- Marcelle Arnold : une conseillère de l'AP dans un bureau
- Catherine Marshall : la mère de Prosper
- Hélène Garaud : une surveillante de l'AP
- Rita Cavargini : Carlotta, mère de Thérèsa
- Régine Provence : la mère muette
- Eugène Compain : le maître d'hôtel
- Roger Laugier : un enfant de l'AP montant dans le bus
- Lucien d'Antony : un inspecteur
- Gaston Garchery : un inspecteur
- Dyno : le secrétaire
- Pierre Dorel : Jeannot
- Édouard Francomme : un inspecteur
- Marcel Rouzé : Vincent
- Léon Pauléon : le père de Jacques
- Maguy Horiot

## Autour du film
- Ce film est la troisième adaptation du roman de Léon Frapié, après celle de Gaston Roudès en 1925 et celle de Jean Benoît-Lévy en 1933.
- Le film est édité en DVD en 2015 par LCJ.